# スーパー戦隊&プリキュアシリーズ
- 講談社
  - テレビマガジン > スーパー戦隊&プリキュアシリーズ
  - たのしい幼稚園 > スーパー戦隊&プリキュアシリーズ
  - おともだち > スーパー戦隊&プリキュアシリーズ
- スーパー戦隊シリーズ
  - 特捜戦隊デカレンジャー > スーパー戦隊&プリキュアシリーズ
  - 魔法戦隊マジレンジャー > スーパー戦隊&プリキュアシリーズ
- プリキュアシリーズ
  - ふたりはプリキュア > スーパー戦隊&プリキュアシリーズ
  - ふたりはプリキュア Max Heart > スーパー戦隊&プリキュアシリーズ

スーパー戦隊&プリキュアシリーズ（スーパーせんたい アンド プリキュアシリーズ）は、スーパー戦隊シリーズと『ふたりはプリキュア』のコラボ作品。

## 概要
「テレビマガジン」「たのしい幼稚園」「おともだち」の三誌合同企画で付録として作られた。「スーパー戦隊&ふたりはプリキュア」の名称は、『お正月お楽しみハッピーCD』の際に「スーパー戦隊&プリキュアシリーズ」第2弾と紹介されたことにちなむ。

## 冬休みおたのしみスペシャルCD
正式タイトルは『特捜戦隊デカレンジャー&ふたりはプリキュア 冬休みおたのしみスペシャルCD』。2005年1月号の付録として作られた。ドラマパート内に、「音当てクイズ」が入れられている。「おともだち」では、『冬休みおたのしみスペシャルCD』とともにおまけカードが付録として付けられていた。
アリエナイザケンナー
声：小村哲生
グリンカ星人チイタにザケンナーが憑依した姿。パーティーに乱入し、「音当てクイズ」で負けた後、アリエナイザケンナービームを放つが、デカレンジャーとプリキュアに倒され、逃走する。
ちあき
クラスメイトで、音楽部の一員。プリキュアのために「プリプリプリキュア」を作っていた。
五條真由美
声：五條真由美
ちあきの作った「プリプリプリキュア」を歌う。
サイキックラバー
声：サイキックラバー
赤座伴番の作った「デカレンジャーおうえん歌」を歌う。

## お正月お楽しみハッピーCD
正式タイトルは『魔法戦隊マジレンジャー&ふたりはプリキュア Max Heart お正月お楽しみハッピーCD』。2006年2月号の付録として作られた。前回同様、「音当てクイズ」が入れられている。なお、「おともだち」では『魔法戦隊マジレンジャー&ふたりはプリキュア Max Heart お楽しみおやくそくCD』でもマジレンジャーとプリキュアが共演しているが、三誌合同企画のためか、そのことについては触れられていない。
冥獣人ザケンナー 走り屋のバリゾク
声：小村哲生
冥獣人バリゾクにザケンナーが憑依した姿。「マジプリおうえんか」でパワーアップしたマジレンジャーとプリキュアに倒される。
岩崎貴文
声：岩崎貴文
五條真由美とともに「マジプリおうえんか」を歌う。
五條真由美
声：五條真由美
前作に引き続き登場。岩崎貴文とともに「マジプリおうえんか」を歌う。